# Trehörningen (Nianfors socken, Hälsingland)
Trehörningen är en sjö i Hudiksvalls kommun i Hälsingland och ingår i Nianån-Norralaåns kustområde. Sjön har en area på 0,0518 kvadratkilometer och ligger 244,9 meter över havet.

## Delavrinningsområde
Trehörningen ingår i det delavrinningsområde (682825-154625) som SMHI kallar för Ovan 682685-154675. Medelhöjden är 283 meter över havet och ytan är 4,47 kvadratkilometer. Det finns inga avrinningsområden uppströms utan avrinningsområdet är högsta punkten. Vattendraget som avvattnar avrinningsområdet har biflödesordning 2, vilket innebär att vattnet flödar genom totalt 2 vattendrag innan det når havet efter 23 kilometer. Avrinningsområdet består mestadels av skog (92 procent). Avrinningsområdet har 0,05 kvadratkilometer vattenytor vilket ger det en sjöprocent på 1,1 procent.